# Horvat Hani
Koordinaten: 32° 1′ 31,1″ N, 34° 58′ 4,4″ O

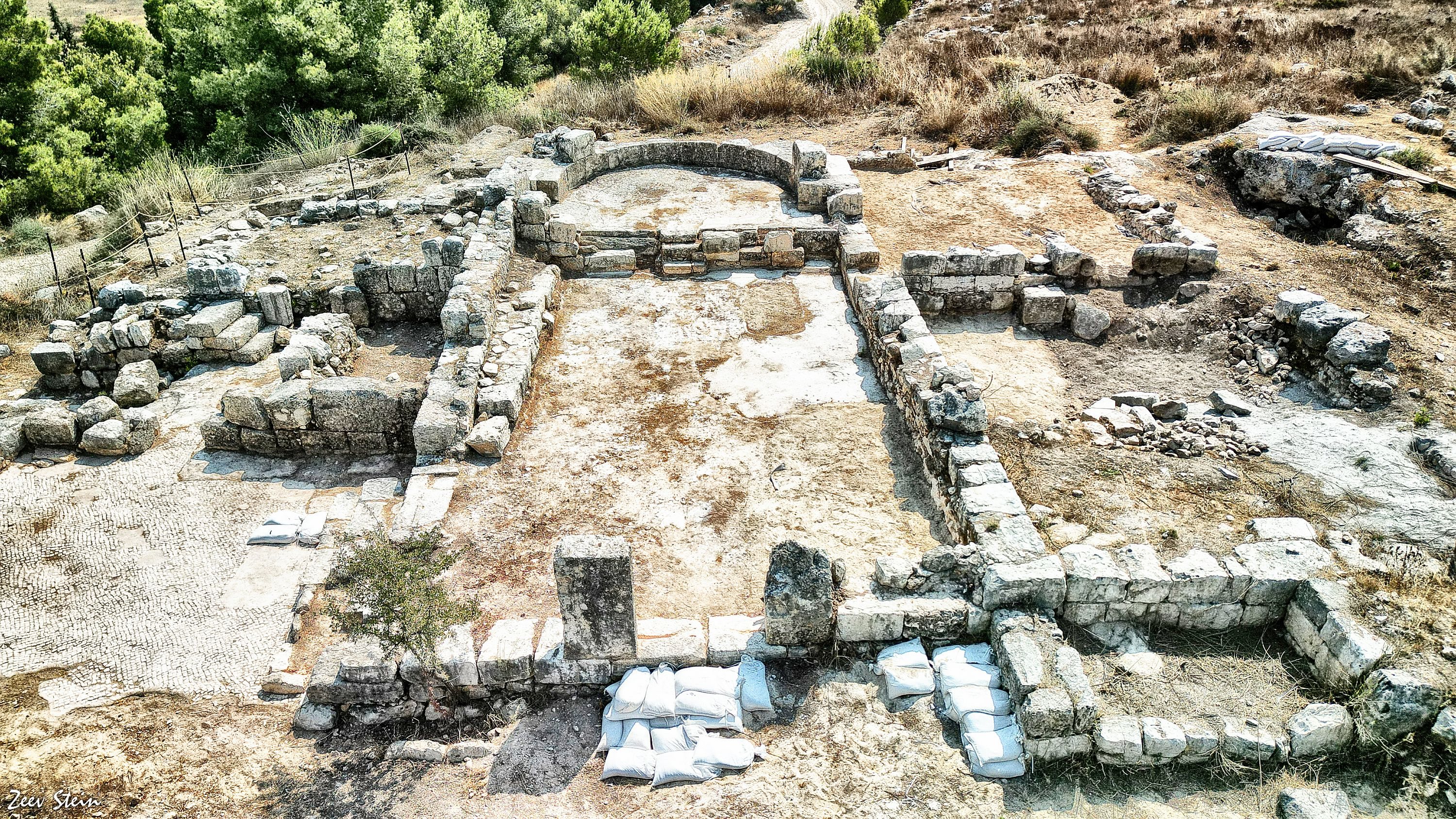
Teilansicht Gebäude A

Horvat Hani (so in Sprachen ohne den Laut ch (IPA χ), Ivrit חָרְבַת חָנִי Chårvat Chanī, grammatisch korrekt Chårbat …, Plene: חורבת …, bzw. arabisch خربة البرج الحنية, DMG Ḫirbat al-Burǧ al-Ḥaniyya ‚Ruine des Hannah-zugehörigen Turms‘, englisch Khirbet el-Burj el-Haniyeh, auch Buri el Hanaya) ist ein etwa 1.500 Jahre alter Klosterkomplex im Chevel Modiʿin, Israel. Die Anlage wurde 2002 erstmals umfassend untersucht und dann bis 2022 vergessen.

## Name
Die israelische Altertumsbehörde (IAA) vermutet, dass es sich um ein christliches Kloster auf oder in der Nähe der Grabstätte der Hannah, der Mutter des Propheten Samuel, handeln könnte. Daraus soll sich auch der Name des Komplexes ableiten, wie Eitan Klein vorschlägt. Der arabische Name der Stätte Chirbet al-Burdsch al-Ḥaniyya bedeutet sinngemäß Ruine des Turms der Hannah. Auf Hanna sollen auch die Fruchtbarkeitsmotive hinweisen, die sich überall in der Anlage finden.

## Lage
Chorvat Chani liegt in einer Militärzone bei Schoham, etwa vier Kilometer östlich von Bareqet und zehn Kilometer vom Flughafen Ben Gurion entfernt auf etwa 154 m. ü. M. am westlichen Rand des südlichen samaritischen Teils der Schefela (Hügelland), welche zwischen dem Bergland Judäas und der Mittelmeer-Küstenebene liegt, an den westlichen Hängen der Bereit-Berge, etwa 15 Kilometer nördlich von Lod.

## Geschichte
Der Klosterkomplex Chorvat Chani war in byzantinischer Zeit von christlichen Nonnen im Zeitraum von etwa dem 4. bis 8. Jahrhundert n. Chr. bewohnt (nach anderen Angaben vom 5. bis zum 9. Jahrhundert). Erstmals hatten die britischen Forscher Claude Reignier Conder und Horatio Herbert Kitchener den Gebäudekomplex im 19. Jahrhundert wiederentdeckt. 1932 wurde die Stätte von D. C. Baramki besichtigt. 1978 (I. Finkelstein) und 1983 (Z. Safrai und S. Dar) folgten weitere Untersuchungen. Die Ruinen wurden 2002 anlässlich des Baus einer Straße für die israelische Armee beschädigt und von Uzi Dahari und Jechiel Selinger von der israelischen Altertumsbehörde freigelegt, archäologisch untersucht und dann wieder mit Erde überdeckt und vergessen. 2022 wurde im Zuge einer Armeeübung die Anlage durch eine Explosion wiederum leicht beschädigt und die Klosteranlage wieder freigelegt.

## Gesamtkomplex

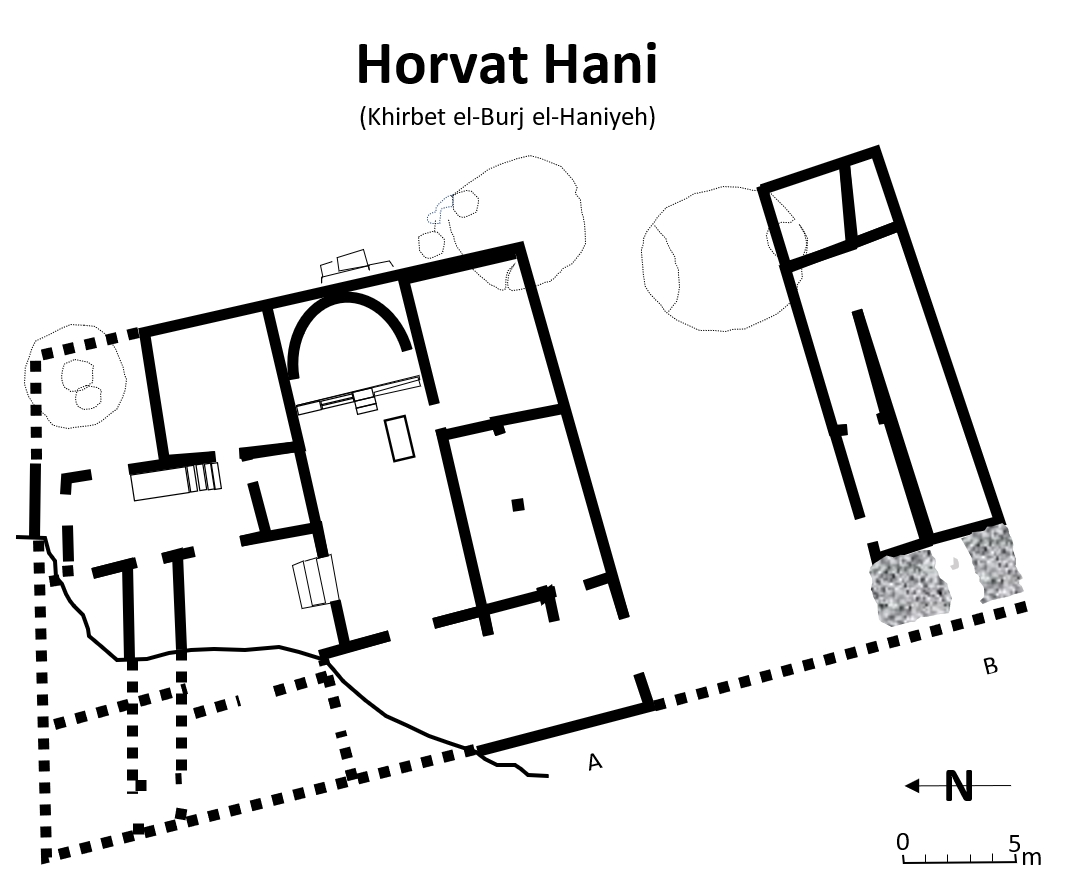
Grundriss des ehemaligen byzantinischen Frauenklosters Chorvat Chani

Der Komplex besteht aus zwei getrennten Gebäuden und es soll sich dabei um eines der ältesten Klöster in Israel handeln. Ein Kloster mit Krypta, in welcher sich vier Skelette von Frauen befanden (Gebäude A). Ebenso befanden sich hier Räume, die als Einsiedlerzellen und Schlafsäle gedeutet werden, sowie ein Turm. Im zweiten Gebäude (B) befanden sich eine Küche, ein Refektorium und eine Pilgerherberge. Das älteste Bauwerk der Anlage ist ein Felsengrab (Arkosol) aus dem dritten Jahrhundert.
Aufgrund von Inschriften, die einer Äbtissin gewidmet sind, wird davon ausgegangen, dass es sich um ein Frauenkloster handelte. In der Nähe soll sich auch ein Frauenfriedhof befunden haben, der über einen Zeitraum von 1000 Jahren sowohl für christliche als auch muslimische Frauen genutzt wurde. Unter Umständen soll es auch eine Pilgerstätte für Frauen gewesen sein, die auf eine Schwangerschaft hofften.